# The Unfinished Swan
The Unfinished Swan (с англ. — «Незавершённый Лебедь») — приключенческая инди-игра от первого лица, разработанная Giant Sparrow для PlayStation 3 и выпущенная в октябре 2012 года в магазине PlayStation Network. Игрок управляет мальчиком, только что потерявшим свою мать, в его вымышленном мире абсолютно белого пространства. Задача игрока заключается в поисках лебедя, также позже мальчик начнёт изучать историю короля вымышленного королевства (озвучивал Терри Гиллиам). Выход игры на PlayStation 4 и PlayStation Vita состоялся в октябре 2014 года. Игра также вышла для Microsoft Windows и iOS в сентябре 2020 года.
Разработка игры началась с экспериментального проекта Яна Далласа, который создал белое пространство — комнату, которую надо было обкидывать чёрными красками. Решение связать сюжетную линию с мальчиком-сиротой Даллас объяснил своими собственными страхами детства, а также печалью перед будущей кончиной неизлечимо больной матери. Работая над художественным стилем, команда вдохновлялась детской литературой. Дополнительные главы с новыми механиками были добавлены, чтобы игрок не терял интерес к игре. Музыкальное сопровождение к игре написал композитор Джоэл Корелитц.
Оценки The Unfinished Swan можно охарактеризовать в целом как положительные. По версии агрегатора Metacritic средняя оценка для PlayStation 3 составляет 79 баллов из 100 возможных и 83 балла для PlayStation 4. Критики похвалили игру за её необычный по меркам видеоигры визуальный стиль, а также те эмоциональные переживания, которые Swan способна вызывать у игрока; неоднозначную оценку получил игровой процесс, который по мнению критиков не сумел реализовать весь свой потенциал.

## Игровой процесс
Хотя игра лишена каких-либо элементов стресса и насилия, с точки зрения игрового процесса и управления The Unfinished Swan можно назвать шутером от первого лица. Персонаж может двигаться во всех направлениях и стрелять шариками с краской и в некоторых случаях каплями воды. Из-за веса шариков диапазон их полёта короткий. Персонаж также может прыгать и подниматься по лестнице или лозам. Всего в игре имеются три главы, чётко отличающиеся друг от друга. В первой главе задача игрока сводится к тому, что надо обкидывать шариками с чёрной краской полностью белое пространство с рассеянным светом, чтобы видеть очертания и предметы пространства. Во второй главе персонаж может расплёскивать воду, чтобы заставить расти лозы и лазать по ним. В третьей главе, которая в основном происходит в тёмном лесу, задача состоит в активации и перемещении светящихся плодов, при слишком долгом пребывании в темноте на героя начинают нападать пауки. Также на некоторых участках данного уровня можно создать платформы с помощью краски.

Демонстрация чертога короля вымышленного королевства

По всему игровому миру также спрятаны воздушные шары, которые можно собирать, кидая в них шарики с краской. Они служат валютой для покупки дополнений и улучшений в игровом меню, таких как, например, устройство, находящее ближайшие шары, или возможность кидать краску «очередью». Иногда на стенах появляются золотые буквы, которые открывают доступ к новым страницам в детской книжке, раскрывающие новые детали истории.

## Сюжет
Монро — молодой мальчик, чья мать недавно умерла. Она была художником, но никогда не заканчивала свои картины, создав более 300 незавершённых работ. При отправке в детский дом Монро разрешают взять только одну картину — ей оказывается незавершённый лебедь, у которого нет шеи. Однажды ночью Монро просыпается и обнаруживает, что лебедь сбежал с его рисунка, и мальчик преследует его, пока не обнаруживает себя в таинственном нарисованном мире.
С помощью волшебной серебряной кисти своей матери Монро начинает исследовать нарисованный мир, преследуя лебедя. Вскоре он обнаруживает остатки обширного, но безлюдного королевства, где он узнаёт, что королевством когда-то управлял король, лично построивший его. Однако из-за некомпетентности короля все подданные устали от его правления и покинули королевство. Монро продолжает поиски лебедя, так он узнаёт, что король, желая создать наследника, рисует женщину, рисунок оживает, и они влюбляются друг в друга, женщина беременеет, однако сбегает бесследно. Становится ясно, что женщина — мать Монро, а король — его отец.
Герой продолжает путешествовать глубже в остров, где он находит массивную, но незавершённую статую Короля. Он также узнаёт, что король, подавленный отъездом своей жены, решил построить статую в виде своего наследия, но его силы начали угасать, пока он не погрузился в вечный сон. Монро поднимается на вершину статуи, где находит и пробуждает короля. Тот повествует мальчику о недолговечности его королевства и созданных работ, которые со временем исчезнут. Король затем передаёт свою серебряную кисть герою и подтверждает, что Монро его сын, прежде чем отправить его обратно в реальный мир. Той ночью Монро решает закончить картину своей матери, добавляя лебедю отсутствующую шею и добавляя пару маленьких лебедей.

## Создание
Разработкой игры занималась независимая американская студия Giant Sparrow с февраля 2008 года с использованием движка Gamebryo и инструментов Microsoft XNA.

### Предпосылки и прототип
Игра изначально началась как проект аспиранта Йена Далласа, который работал над созданием игр в рамках программы USC и каждую неделю должен был придумывать новый прототип. В то время Даллас интересовался тем, как люди перемещаются в пространстве, и решил создать абсолютно белое помещение без теней, где можно передвигаться и кидать чёрную краску, чтобы увидеть, что находится в помещении. Даллас заметил, что влюбился в прототип, особенно за чувство любопытства, которое он дарил игроку, и решил разработать игру, основанную на «чувстве трепета и удивления». На создание прототипа ушло около двух месяцев. Вскоре данная игра была представлена на фестивале Independent Games Festival, где оказалась среди финалистов на «студенческую премию», однако проиграла игре Tag: The Power of Paint. Прототип 2008 года предлагал холодную и «безутешную атмосферу», используя музыку, выпущенную диджеем Моби по некоммерческой лицензии. Тогда же разработчики решили на основе имеющегося игрового процесса разработать полноценную игру с сюжетной линией и дополнительными элементами игрового процесса. После демонстрации игры на мероприятии IGF Sony, Giant Sparrow подписали соглашение с Sony на финансирование проекта, предоставление офисных помещений, оборудования и консультации от компании SCE Santa Monica Studio. В обмен на это, игра должна была выйти эксклюзивно на игровых приставках от Sony. Своё решение заключить соглашение с Sony, разработчики объяснили тем, что им требовалось на разработку в 3-4 раза больше денежных средств, чем у них имелось.

### Концепция и художественный стиль
Йен Даллас, художественный директор студии заметил, что команда предлагала множество идей, с каким сюжетом можно было бы связать игру с белым помещением, где надо разбрасывать чёрную краску. Идея добавить историю с сиротой пришла ему после мысли о том, как белое пространство чувствуется одиноким и незавершённым. Тогда Йен увидел в этом отражение идеи того, что есть ребёнок, которого по какой то причине родители больше не могли воспитывать.

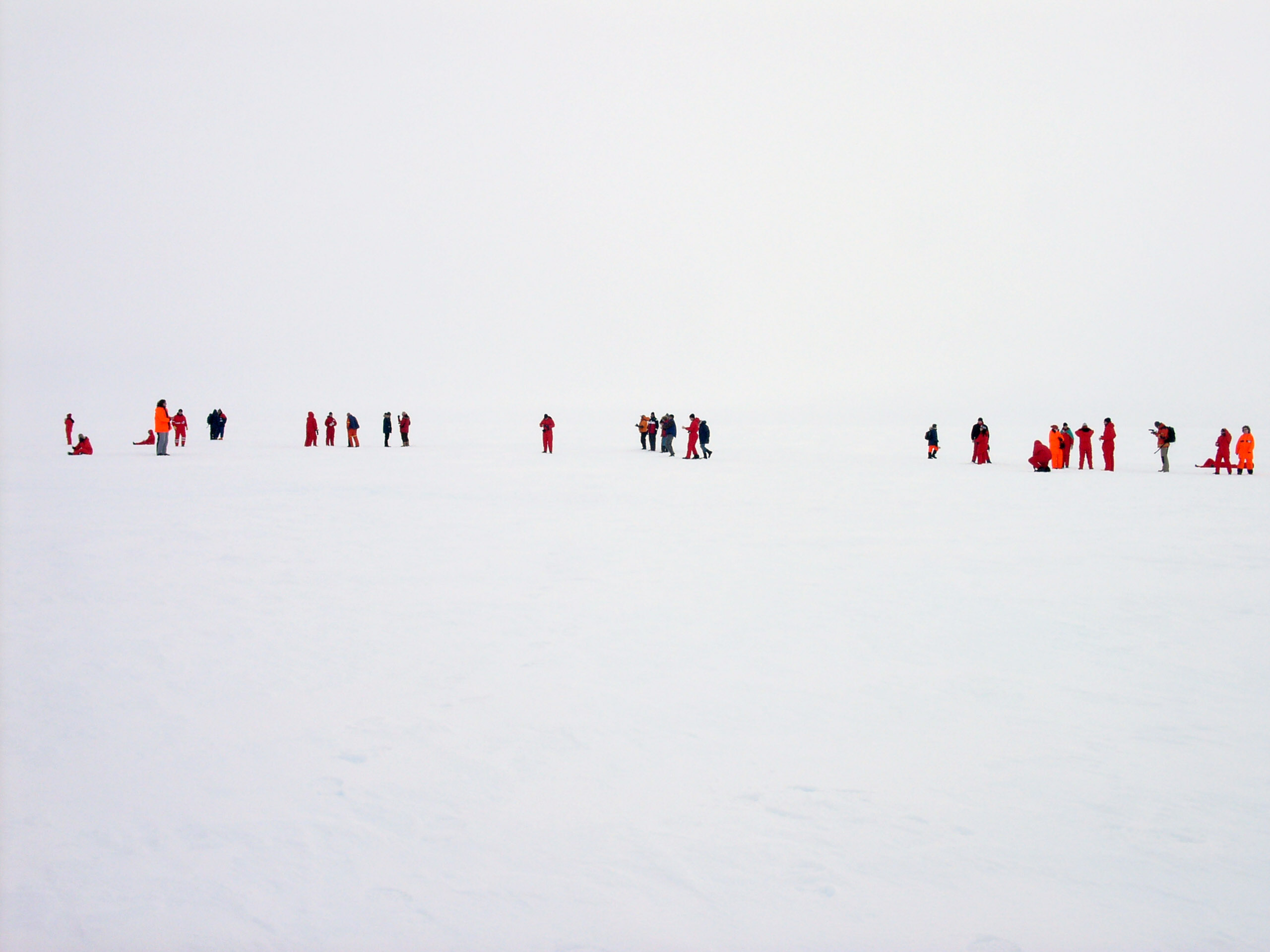
Окружающее пространство в игре скрыто по аналогии «белой мглы», возникающей при рассеивании света в заснеженном пространстве

Дизайнер в итоге пришёл к идее связать игру с историей о сироте, чья мать умерла. Остальная команда сразу же поняла, что такая история идеально подходила для игры. Разработчик заметил в том числе, что идея о сироте пришла из собственных страхов детства, когда Даллас боялся внезапной кончины собственных родителей, после того, как был потрясён фильмом «Бандиты во времени». Также Даллас заметил, что его с самого детства пугал факт того, что у ребёнка нет контроля над ситуацией. «Если вы посмотрите на все классические сказки, они о детях, оказавшихся в неудачных ситуациях не по своей вине. Будучи ребёнком (по крайне мере, как я помню), вы сталкиваетесь с неизвестной силой или явлением, которое вы не понимаете и бессильны перед ним». Таким образом, история о сироте отражает личные страхи Далласа, что он испытывал в детстве и заметил, что The Unfinished Swan позволила осмыслить эти страхи: «Нет ничего более грустного для меня, чем ребёнок, потерявший родителей». Даллас также заметил, что на создание истории его побудила неизлечимая болезнь матери, которая однако на момент интервью была жива и Даллас признался, что несмотря на свой возраст, очень боится её смерти, но и благодарен судьбе, за то, что имел достаточно времени, чтобы провести рядом с ней.
Команда решила выдержать художественный стиль в антураже детской книги, в частности создатели вдохновлялись книгой Шела Силверстайна «Гарольд и фиолетовый мелок», а также другими его рассказами. Даллас заметил, что рассказам Силверстайна свойственна абстрактность, которая позволяет заполнять пробелы в сюжете, используя собственное воображение. «Шел Сильверстейн делал фантастическую работу, используя несколько строк, чтобы предложить видение гораздо большего мира». Опираясь на данное чувство и идею, команда работала над окружающим миром игры, в частности хотела передать ему рисованный стиль и иллюзию меняющихся линий. Однако это было крайне трудно сделать с трёхмерной графикой. Работая над уровнями, команда вдохновлялась фильмами Джима Хенсона — «Лабиринт» и «Тёмный кристалл», в игре имеются также отсылки к данным фильмам. В частности Даллас заметил, что Хенсону удавалось воссоздать пространства, не похожие ни на то, что существует в реальном мире, однако которые чувствуются «удивительно реальными и знакомыми». Среди других источников вдохновения создатели указывали на работы Эдварда Гори или сказку «Алисы в Стране Чудес». Даллас заметил, что данные истории чувствуются, как читатели.

### Игровой процесс и дальнейшее развитие сюжета
Изначальная идея игрового процесса сводилась изучению белого пространства и обкидывание его красками. Даллас заметил, что команда хотела создать «мир безграничных возможностей» и создали в начали создавать огромные пространства, предоставляющие игрокам большую свободу действий, однако результатом было то, что игроки проводили много времени, блуждая по миру и в итоге быстро теряли интерес к игре. Даллас сравнивал результат с «пирогом, полностью покрытым и набитым глазурью», указав на то, что всё хорошо в меру. Команда затем обратила внимание, что если немного ограничивать игроков и задавать им более ясные цели, то это побуждало их откланяться от основного маршрута и быть уверенными, что они смогут вернуться позже. Самое первое задание, которые команда ввела в игру заключалась в поиске лебедя, позволяя ориентироваться игроку, следуя его следам, что в итоге повлияло на название игры. Тогда команда решила добавить в игру новые механики, она поделила тематику игры условно на несколько уровней, что в итоге отличается от формата многих игр, которые создаются вокруг одной ключевой тематики и нескольких механик. The Unfinished Swan же меняет темы, чтобы сохранять интерес игрока к игровому процессу. Даллас также сравнивал данный формат с детской книгой, которая как правило поделена на несколько тематических глав и где читатель чувствовал, что «находится где то на пол пути и по прежнему далеко от финала».
Многие сюжетные детали и элементы игрового процесса были добавлены позже и в процессе разработки. Например уровень с изучением архитектуры должен был продолжаться не больше 15 минут, где игрок должен был найти виноградные лозы и вырастить их до вершины башни. Однако команда хотела дальше расширить данную область, в какой то момент превратить её в полноценный город на прохождение которого требовалось около двух часов, впоследствии прохождение было сокращено до часа, в частности в данный уровень были введены монстры, поедающие лозы, но были исключены по ряду причин. Также разработчики отказались от сёрфинга, позволяющего взбираться на предмет и кататься со склона.
Затем команда задалась вопросом, как можно с точки зрения сюжета объяснить «необходимость изучать архитектуру», когда было решено ввести сюжетную линию с королём, как призналась команда, данный персонаж был добавлен в последнею треть периода всей разработки. История с королём решала также другую проблему: так как сюжет в игре завязан на чувстве одиночества и изоляции, в игру было не целесообразно добавлять новых персонажей и диалоги, при всём желании разработчиков. Хотя команда пробовала добавить некоторое количество персонажей, они в итоге стали частью диалога с королём.

## Анонс и выход
Анонс игры состоялся 2 мая 2012 года вместе с коротким трейлером. Тогда же стало известно, что игра выйдет эксклюзивно на PlayStation Network. Игра была затем, в июне того же года продемонстрирована на E3 2012, где получила ряд наград, также разработчики организовали панель в Comic Con, чтобы отвечать на вопросы прессы и посетителей. При этом было замечено, что дети, пробовавшие игру, настолько увлекались разбрасыванием краски, что не могли покинуть первый уровень. Выход игры состоялся 16 октября для PlayStaion Plus и 23 октября для PlayStion 3. После выхода, The Unfinished Swan заняла 10 место среди самых продаваемых игр на PlayStation Network и PlayStation 3 за октябрь и стала бестселлером в январе 2013 года. Редакция IGN заметила, что выход The Unfinished Swan совпал с выпуском волны коммерчески успешных инди-игр, предназначенных для цифровой загрузки, например Thirty Flights of Loving, Dear Esther или Journey. Выпуск игры на PlayStion 4 и PlayStion Vita состоялся 29 октября 2014 года.
После выхода игры, вокруг неё сформировалась фанатское сообщество, которое однако спорило насчёт окончания игры, предлагая множество различных интерпретаций того, что означает игра. Йен Даллас, художественный директор признался, что был разочарован оценками на Metacritic, так как его команда ожидала, что средняя оценка будет 88 баллов из 100 возможных, указав на то, что рейтинг испортили ряд отзывов с низкой оценкой, но при этом которые по прежнему развёрнуто описывали преимущества игры. Даллас заметил, что «Игра не была провалом — просто они хотели, чтобы это была другая игра. Я думаю, что у них разные представления о том, что такое „хорошая игра“… похоже, все люди, у которых были проблемы с игрой, хотели, чтобы она была сложнее и дольше. Это просто не та игра, которую мы делали.». Даллас также заметил, что отрицательные отзывы были также связаны с ожиданиями того, что речь идёт о головоломке, хотя The Unfinished Swan не является представителем данного жанра, хотя Даллас и признался, что это их вина в том, что они недостаточно проинформировали о подробностях игрового процесса до выпуска.

## Музыка
Звукорежиссёром выступил Питер Скатурро. Музыкальное сопровождение к игре написал композитор Джоэл Корелитц из США, Чикаго, с которым впервые связались представители Sony после просмотра короткометражного мультфильма LOOM, к которой Корелитц создал музыкальное сопровождение. Хотя в итоге созданная музыка к The Unfinished Swan сильно отличается от музыки к LOOM, в песнях прослеживается объединение синтетических звуков с органическим звучанием. Разработчики выражали желание отразить вместе с музыкой разнообразие уровней, а также в целом, чтобы музыка ощущалась незначительной и минималистской, чтобы отражать ощущение одиночества.
Корелитц начал работать над партитурой примерно за год до выхода игры, когда уже в целом ядро игрового процесса было создано, однако некоторые детали сюжета и элементы игрового дизайна находились в процессе создания или переосмысления. Тем не менее этого было достаточно, чтобы определиться композитору с музыкальным стилем, в частности отразить контраст цветов и изменения в игровом процессе. После некоторых экспериментов, Корелиц решил, что для саунстрека лучше всего подойдёт электронный стиль и эмбиент, в частности композитор вдохновлялся альбомом Венди Карлоса Switched-On Bach 1968 года выпуска, где классические пьесы были сыграны на синтезаторах. Композитор заметил, что в «величественных и утончённых» барочных мотивах, сыгранных синтезатором было «что-то нелепое и восхитительно высокомерное», и такой стиль композитор счёл идеальным сопровождением для эгоцентричного короля. «Большая часть музыки должна звучать так, как будто она звучит в реальной обстановке — как если бы король играл на своём электрическом клавесине». В иных же ситуациях, Корелитц стремился передать с музыкой отразить личность Монро, который несмотря на всю свою печаль, стремится найти оптимизм в своём приключении. «История Монро трагична, а опыт изучения мира — одинокий… я не хотел своей музыкой дополнительно уделять внимание данному аспекту игры, это значит упустить возможности передать чувство надежды, магии и любопытства. Это была цель моей музыки».
Чтобы передать вышеупомянутый эмоциональный том, Корелитц решил объединить звук традиционных инструментов с синтезатором. В качестве музыкальных инструментов использовались щипковые, в частности арфа и маримба, так как они лучше всего подходят для озвучивания окружающего пространства. При этом каждая звуковая дорожка была обработана для придания чувства сновидения, но музыка струнного оркестра осталась неизменной. Композитор заметил, то хотел, чтобы его песни чувствовали себя «классическим и вневременным, но также современным», заметив, что две данные особенности несправедливо противопоставляются друг другу. При этом композитор должен сдерживать свои амбиции «и не добавлять слишком много музыкального материала в каждую композицию», чтобы полученная мелодия больше не могла развиваться в итоге отвлекала игрока.
| - 1. The Unfinished Swan — 2:05 - 2. Palace Minuet — 1:13 - 3. Monroe’s Story — 4:15 - 4. Empty City — 3:00 - 5. The Watchtower — 2:14 - 6. New Growth — 4:18 - 7. The Laziest Giant Who Ever Lived — 0:56 - 8. The King’s Dream — 2:03 | - 9. Palace Reverie — 1:59 - 10. Spider Forest — 4:06 - 11. Labyrinth — 3:05 - 12. The Deluge — 3:51 - 13. Statue Garden — 3:06 - 14. Lights Out — 3:52 - 15. The Monument Falls — 3:23 |

## Критика
| Сводный рейтинг    | Сводный рейтинг           |
| Агрегатор          | Оценка                    |
| ------------------ | ------------------------- |
| GameRankings       | 80,70 %                   |
| Metacritic         | 79/100 (PS3) 83/100 (PS4) |
| Иноязычные издания |                           |
| Издание            | Оценка                    |
| Edge               | 6/10                      |
| Eurogamer          | 6/10                      |
| Game Informer      | 8/10                      |
| GameSpot           | 6,5/10                    |
| GamesRadar+        | [ 37 ]                    |
| GameTrailers       | 8,9/10                    |
| IGN                | 9,0/10                    |
| Joystiq            | [ 40 ]                    |

The Unfinished Swan получила две награды в 2013 году на церемонии вручения премий Британской академии видеоигр в категориях «Игровые инновации» и «Дебютная игра», а также была номинирована в категории «оригинальная музыка». Swan также получила награду Game Critics Awards, как лучшая игра для цифровой загрузки на E3 в 2012 году.
Оценки The Unfinished Swan можно охарактеризовать в целом, как положительные. По версии агрегатора Metacritic средняя оценка для PlayStation 3 составляет 79 баллов из 100 возможных и 83 балла для PlayStation 4.
Часть критиков оставили восторженные отзывы, например редакция журнала Playstation: The Official Magazine заметила, что «Абсолютно очаровательная от начала до конца, „Swan“ — это настоящее удовольствие и пример того, почему больше не значит лучше». Критик сайта BigPond GameArena заметил, что [на момент 2012 год] существует крайне мало игр, способных противостоять трендам апломб и делать это настолько изящно. Представитель сайта PlayStation Universe назвал The Unfinished Swan прекрасной сказкой, созданной усилиями графики, звука и интуитивно понятного игрового процесса. «Трудно поверить, что это „произведение Пикассо“ продаётся по цене игры для PSN». Критика озадачил стиль графики, исключающий подробных текстур, однако это не портит визуальной стиль, скорее выступая его отличительной чертой. Подход к достаточно редким диалогам напомнило критику игру LittleBigPlanet. Хотя Swan коротковата и возможно имеется слишком упрощённый дизайн головоломок, она по прежнему может удерживать интерес игрока на протяжении всего пути, вызывать смех и возможно даже слёзы. Критик сайта Push Square, обозревая уже версию для PlayStaion 4, вышедшую двумя годами позже, назвал The Unfinished Swan одной из лучших игр, выпущенных для PlayStaion 3, а также по состоянию на 2014 года — лучшей инди-игрой наряду с Journey. Критик похвалил улучшенные характеристики игры для приставки нового поколения, в частности улучшенную частоту кадров и HD-разрешение, а также ряд улучшений в игровом процессе.
Нейтрально об игре отозвался критик сайта Vandal назвав The Unfinished Swan короткой, но интенсивной игрой, которую должен опробовать каждый, интересующийся независимыми играми. Рецензент заметил, что далеко не каждая игра способна вызвать такие яркие чувства, как страх, смех, удивление или просто любопытство перед экспериментами и в целом вызывать и игрока чувства, которые он раннее не испытывал в играх, позволяя ему почувствовать себя чем то другим, чем он сам. Критик однако заметил, что The Unfinished Swan не удалось избежать «проклятья» инновационной игры, при которой к игре сохраняется высокий, но кратковременный интерес со стороны прессы и публики, чтобы затем её навсегда забыли. Хотя, в отличие от таких типичных игр, Swan всё же предлагает базовую игровую систему и различные возможности для прохождения. В целом, сама игра подойдёт для одноразового сеанса, длящегося не более 4-5 часов.
Часть критиков оставили сдержанные отзывы, например представитель сайта Games.cz заметил, что The Unfinished Swan — это «красиво созданная, нетрадиционная, изощрённая и провокационная игра, отрицающая стереотипный игровой процесс, постоянно удивляя геймера». Однако Swan быстро израсходует свои интересные идеи и как бы «заканчивается посреди дороги, на том месте, где игрок уже готов ей полностью подчинится». Представитель сайта GameOver указал на то, что красивые визуальные эффекты, умные идеи и приятная история не могут компенсировать поверхностный и чрезмерно линейный игровой процесс. Уже через полтора часа игры, Swan показывает свой истинный потенциал и уже просто не способен удовлетворить игрока. При всём желании, это невозможно игнорировать и игра не смогла стать шедевром.